# Johanneskirche (Dresden)

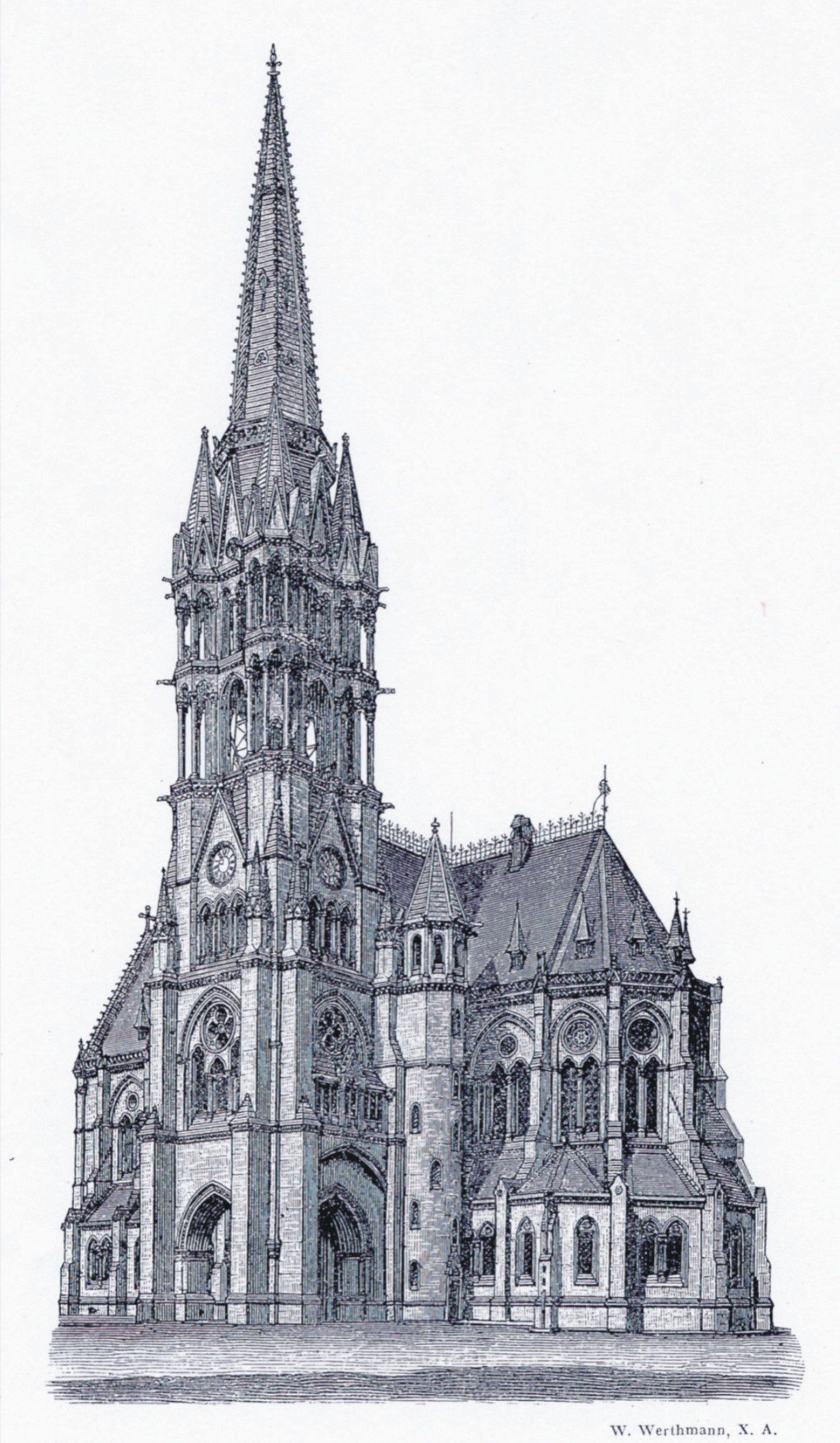
Johanneskirche (Xylographie um 1878)

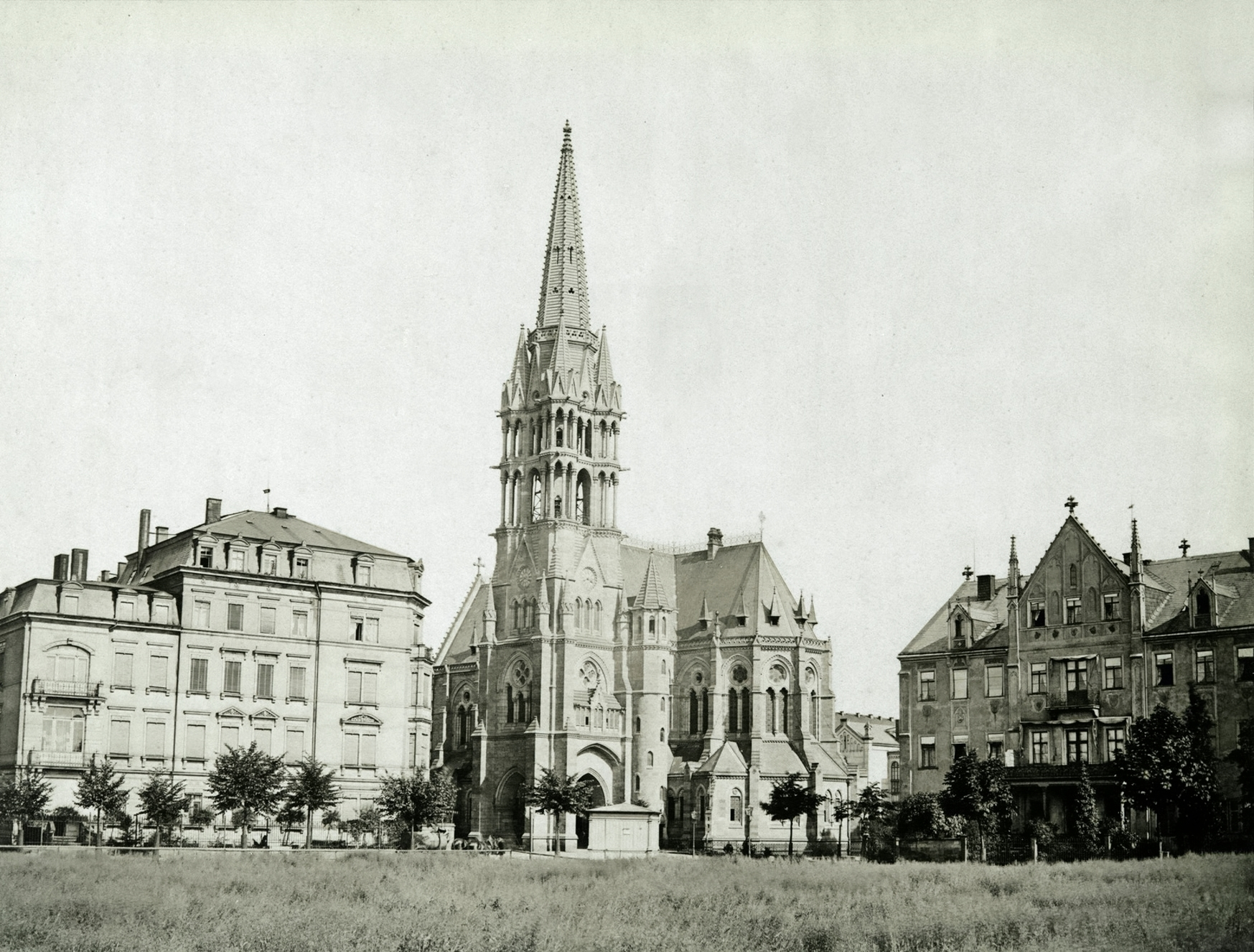
Johanneskirche (Foto von Hermann Krone, 1889)

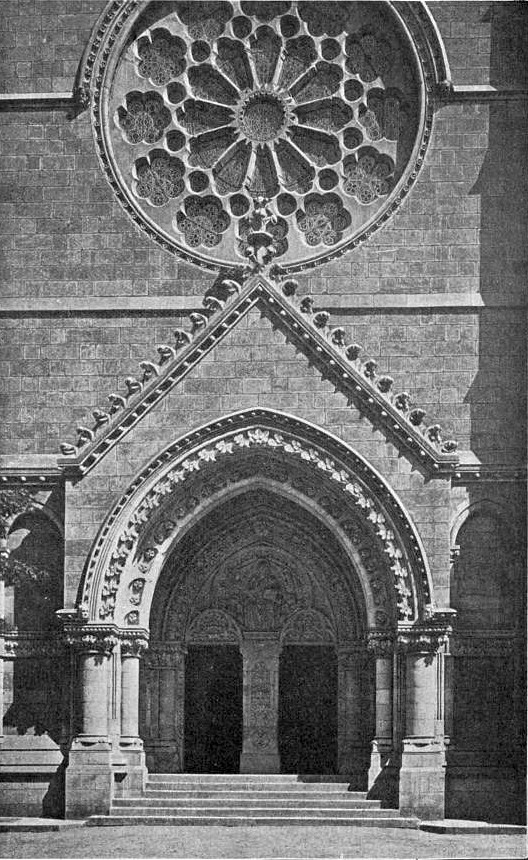
Portal der Johanneskirche

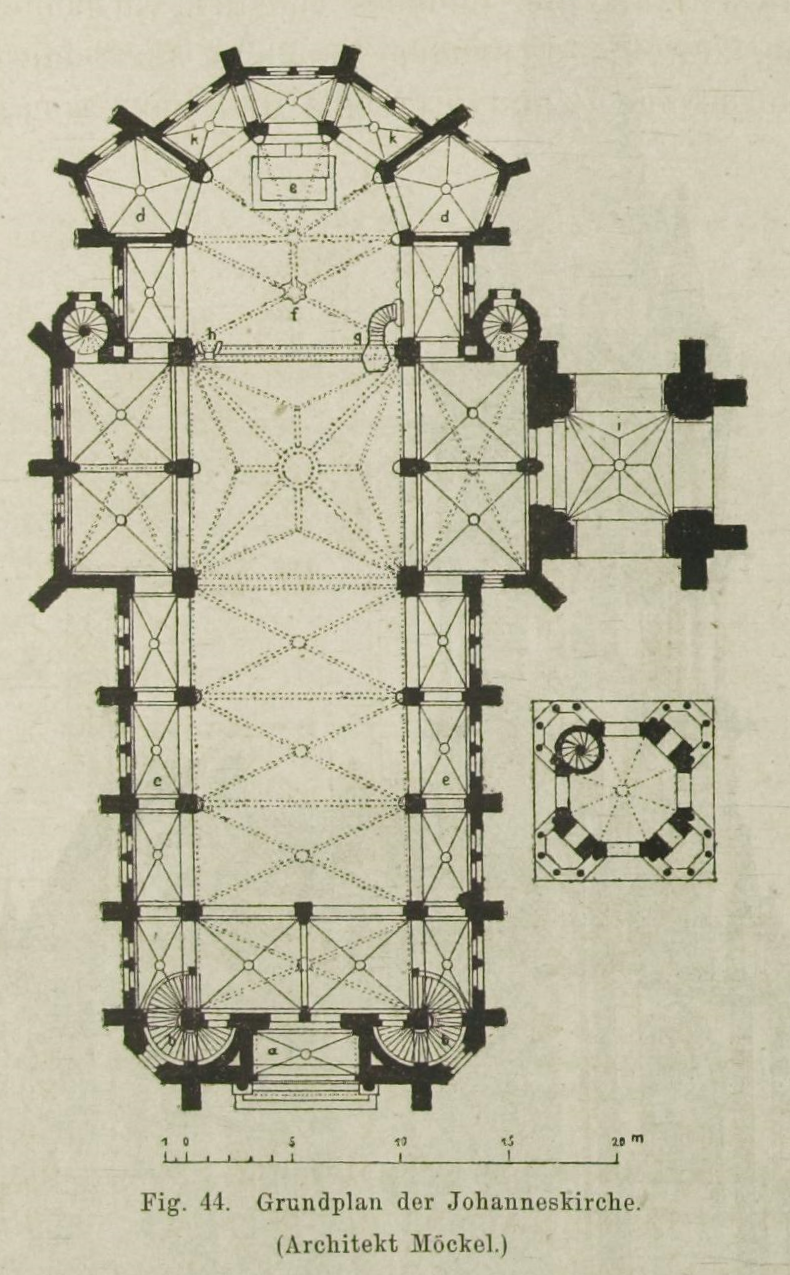
Grundriss (ca. 1878)

Die Johanneskirche in Dresden wurde in den Jahren 1874 bis 1878 von Gotthilf Ludwig Möckel erbaut und war der erste bedeutende neogotische Kirchenbau in Dresden. Bis zu ihrem ideologisch motivierten Abriss in den 1950er Jahren stand sie an der Kreuzung Güntz-/Pillnitzer Straße im Stadtteil Pirnaische Vorstadt, etwa am Ort des heutigen St.-Benno-Gymnasiums.

## Geschichte
Seit Mitte des 19. Jahrhunderts hatte die Einwohnerzahl der Pirnaischen Vorstadt so zugenommen, dass die Gründung einer eigenen Kirchgemeinde erforderlich wurde. Durch Ausgliederung aus der Kreuzkirchgemeinde wurde am 30. Mai 1877 die Johanneskirchgemeinde gebildet, die bei Bildung bereits 25 000 Mitglieder hatte.
Gotthilf Ludwig Möckel erhielt den Auftrag zum Bau einer Kirche nach einem Wettbewerb, wobei seine Entwürfe von Hase aus Hannover, Schmidt aus Wien und dem Verein für kirchliche Kunst in Sachsen gebilligt worden waren. Der Architekt wollte mit diesem Bau den neogotischen Baustil in Dresden einführen. Die Bauleitung übernahm Alexander Wilhelm Prale für Möckel.
Die Fassade der Kirche bestand aus Elbsandstein. Der Sakralbau nahm eine Zwischenstellung zwischen Dreischiffigkeit und Einschiffigkeit ein. Sein Grundriss war der einer einschiffigen, gewölbten Halle mit niedrigen basilikalen Seitengängen unter Emporen. Vierteilige Kreuzrippengewölbe ruhten auf Bündelpfeilern. Spitzbogenarkaden gestalteten die Zwischenräume der Pfeiler. Weiter befand sich dort die Brüstung der triforienartig gestalteten Seitenschiff-Emporen. Das west-ost-ausgerichtete Gebäude hatte ein Querschiff, an dessen Südflügel ein 65 Meter hoher Kirchturm mit achtseitigem Turmhelm stand. Vorbilder für den Turm waren die Kathedrale von Laon und der Naumburger Dom. Figuren der Zwölf Apostel mit Johannes dem Täufer bereicherten die Innenausstattung.
Das Kirchenschiff war 47 Meter lang und maß an seiner breitesten Stelle im Grundriss 22 Meter. Der Innenraum bot 900 Sitzplätze einschließlich der Emporen. Auf der Empore im südlichen Flügel des Querschiffs befand sich die zweimanualige Eule-Orgel. Der Zugang zu den Emporen in den Seitenschiffen war über zwei Treppentürme möglich, die sich zu beiden Seiten des Hauptschiffs östlich an das Querschiff anschlossen.
Die Kanzel befand sich am südlichen Vierungspfeiler, am gegenüber liegenden nordöstlichen Pfeiler der Ambo. Das Taufbecken mit Bronzedeckel stand im Chor auf zentraler Achse des Hauptschiffes. Das Gestühl der Johanneskirche fertigte man aus Eichenholz. Zu den Besonderheiten ihrer Ausstattung gehörten dreifarbige Teppiche und Portièren sowie Paramente mit reichhaltiger Stickerei.
An den Pfeilern im Innenraum waren 13 Plastiken aus einem französischen Kalkstein  angebracht. Sie zeigten die Apostel, die Evangelisten und Johannes den Täufer. Am Westportal gab es ein Relief. Bildhauerarbeiten in der Kirche kamen aus den Werkstätten von Gustav Adolph Kietz, Oskar Rassau, Theodor Heinrich Bäumer und Karl Friedrich Gustav Broßmann. Die drei Glocken mit den Tonarten C, E, und G mit einem Gesamtgewicht von 65 Zentnern kamen aus der Dresdner Gießerei J. G. Große. Die Orgel mit zwei Manualen, 28 Register und 1692 Orgelpfeifen wurde durch die Firma Hermann Eule Orgelbau Bautzen gebaut.
Die Kirchweihe erfolgte am 24. April 1878. Für den Bau und die Ausstattung wurden über 600.000 Mark aufgewendet, die man zu etwa 75 Prozent aus dem Verkaufserlös des alten Johanniskirchhofs am Rande der Innenstadt nach Abriss der darauf stehenden Kirche decken konnte.
Am 5. Mai 1885 heiratete Gerhart Hauptmann in der Kirche Marie Thienemann vom Hohenhaus.

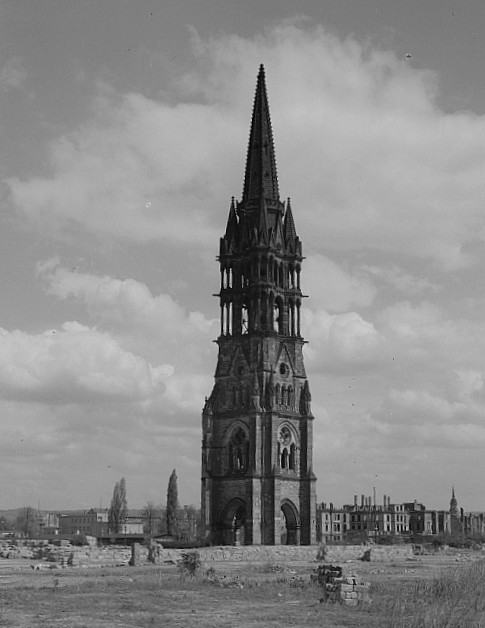
Kirchturm um 1951

Bei den anglo-amerikanischen Luftangriffen auf Dresden brannte das Kirchengebäude im Februar 1945 zwar aus, wobei die Schäden wegen der Dachkonstruktion aus Stahl gering blieben. Der Kirchturm blieb unversehrt und sollte wegen seiner hohen bau- und kunstgeschichtlichen Bedeutung in das neu zu bebauende Gebiet mit eingebunden werden. Nachdem das Kirchenschiff 1951 abgebrochen worden war, störte er die sozialistischen Machthaber: Man sprengte den Turm am 8. April 1954.
Bis 1994 blieb der Platz eine Grünfläche, heute steht ein Teil des St.-Benno-Gymnasiums auf einem Teil des Grundstücks.
Der Name lebt in der Johanneskirchgemeinde weiter, zu der ein Teil des ehemaligen Gemeindegebietes der Johanneskirche gehört.

## Pfarrer der Kirchgemeinde
Das Verzeichnis pfarrerbuch.de listet für die Kirchgemeinde die 1. Stelle (Pfarrer), 2. Stelle (Archidiakon, bis 1888 1. Diakon), 3. Stelle (2. Diakon), 4. Stelle (3. Diakon) sowie 5. Stelle (4. Diakon) auf.
Pfarrer
- 1878: Peter, * Hermann Klemens
- 1891: Kühn, Bernhard Julius Robert
- 1916: Temper, Hugo Robert
- 1921: Walter, *Richard Gottlieb
- 1935: Winkler, Oskar *Hermann
- 1946: Neustadt, Heinz
- 1947: Prater, Wilhelm *Georg
- 1948: Wagner, Gustav *Rudolf
- 1949: Oehlmann, *Kurt Paul
- 1949: Schubert, Gerhard
- 1951: Krohn, Walter
- 1951: Wendelin, *Gerhart Adolf
- 1953: Kappner, Gerhard
- 1959: Krusche, Günter
- 1961: Köhler, Gustav *Manfred
- 1963: Heidrich-Meisner, Günter
- 1964: Schönfeld, Erhard
- 1966: Degen, Roland
- 1968: Fröhner, Sigurd
- 1972: Heitmann, Steffen
- 1981: Biskupski, Angelika
- 1983: Steffens, Klaus
- 1985: Anys, Lothar